# Yossi Ghinsberg

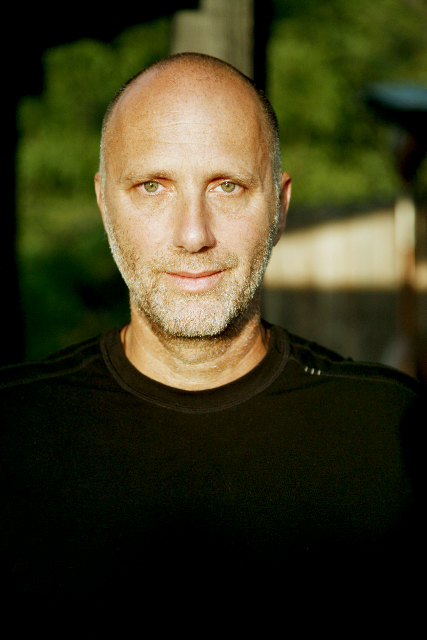
Yossi Ghinsberg

Yossi Ghinsberg (* 25. April 1959 in Tel Aviv) ist ein israelischer Autor und Umweltaktivist.
Anfang November 1981 verlor sich Ghinsberg im bolivianischen Teil des Amazonas und überlebte drei Wochen. Sein Abenteuer schilderte er in seinem 1985 auf Hebräisch erschienenen Buch Ba-hazarah mi-Tuitsi, das 1993 unter dem Titel Back from Tuichi in englischer Sprache erschien. Mit Laws of the Jungle: Jaguars Don't Need Self-Help Books (2008) gelang ihm eine weitere erfolgreiche Darstellung. Eine Verfilmung seines ersten Buches erschien 2017 mit Daniel Radcliffe in der Hauptrolle.
Seine internationale Bekanntheit nutzt Ghinsberg für die Förderung verschiedener Umweltprojekte, die auf Nachhaltigkeit setzen. Seine guten Beziehungen zu Eingeborenen in Bolivien machen ihn zu einer Vermittlungsperson für beide Seiten und zugleich zu einem Politikum in Bolivien.

## Biografie
Seine Familie hatte die Shoah überlebt. Nach einer dreijährigen Dienstzeit bei der israelischen Armee, in der er engen Kontakt zu den Beduinen der Negevwüste knüpfte, beschloss er zu reisen, um entlegene Völker kennenzulernen. Seine erste Reise brachte ihn nach Lateinamerika, wo er in La Paz, Bolivien, mit zwei Freunden die Gelegenheit ergriff, sich der Exkursion eines  Geologen anzuschließen, um in den sonst für Touristen unerreichbaren Urwald zu gelangen. Der Geologe erwies sich als unkundig, aufgrund falscher Informationen verlor Ghinsberg den Kontakt zu Kevin Gale, mit dem er sich von dem Geologen getrennt hatte. Gale hatte das Glück, von einer Jägergruppe, die zweimal pro Jahr in der Region auf Jagd ging, gefunden zu werden. Aber Ghinsberg blieb drei Wochen verschollen. Aufgrund der beginnenden Regenzeit erklärten die Behörden ein Überleben im Dschungel für ausgeschlossen und stellten die Suche bald ein. Doch Gale machte sich mit einer privat bezahlten Mannschaft auf die Suche und fand seinen Freund, der anschließend für drei Monate ins Krankenhaus musste.
Gale begann sofort mit der Suche nach dem dritten Freund, Markus Stamm, den er und Ghinsberg in Begleitung des angeblichen Geologen in Sicherheit wähnten. Stamm blieb verschollen, der angebliche Geologe war ein den Behörden bekannter Krimineller aus Österreich, Karl Ruprechter, der sich auf der Flucht befand.
Nach seiner Rückkehr aus dem Amazonas studierte Ghinsberg Philosophie und Ökonomie. Dann begann sein Einsatz für einen nachhaltigen Umgang mit Naturressourcen. So konnte er 1,25 Millionen US-Dollar mit der Inter-American Development Bank aushandeln, die zur Errichtung einer Solaranlage im Dschungel und zur Ausbildung der indigenen Bevölkerung im Kanton San José de Uchupiamonas in San Buenaventura investiert wurden. Er blieb drei Jahre in San José, um das Projekt zu begleiten. Damals entwickelte er zusammen mit den Eingeborenen die Idee zu Chalalan, die in der Folgezeit realisiert wurde und heute als ein Vorzeigeprojekt des Ökotourismus gilt. Das Projekt wurde international bekannt, als es im Dokumentarfilm Gringo Trails vorgestellt wurde und die dort verwirklichten Ideen für einen nachhaltigen Tourismus weltweite Resonanz fanden. Die Verbindung zu Conservation International in Washington führte schließlich zur Gründung des Nationalparks Madidi, eines Nationalparks der Größe Sloweniens um San José herum. Ghinsberg unterstützt die Eingeborenen bis heute, angefangen bei Rechten geistigen Eigentums bis hin zu Protesten gegen das seit 1998 geplante Staudammprojekt El Bala, das eine der größten Bedrohungen für den Nationalpark darstellt. Die Einwohner der betroffenen Regionen haben Ghinsberg zum internationalen Sprecher ihrer Proteste gegen El Bala ernannt.
Zwischen 1995 und 2002 engagierte sich Ghinsberg verstärkt bei der Hilfe von opiatabhängigen Menschen.
2001 organisierte Ghinsberg auf dem Höhepunkt der zweiten Intifada ein Musikfestival zur Versöhnung zwischen Israelis und Palästinensern.
Seit 2001 tritt er auch als Motivationsredner auf. Sein Überleben im Amazonas ist kaum erklärbar, aber in seinen Darstellungen waren es der unbedingte Lebenswille, sein Optimismus und die anscheinend unerschöpfliche Kraft zur Selbstmotivation, die ihn am Leben hielten.
Im Jahre 2009 gründete Ghinsberg Collecteco, eine Firma zur Förderung der Verwendung von Recyclingmaterial. Das selbst auferlegte Ideal der Firma ist eine Welt ohne Müll.
2013 war Ghinsberg Mitbegründer von Headbox. 2015 brachte er die App Binq, die zusätzliche Informationen zu Personen liefert, heraus.
Yossi Ghinsberg hat vier Kinder und lebt mit seiner Frau Belinda in Caesarea.
Ghinsbergs Kampf ums Überleben im Dschungel war die Vorlage für den Film Jungle aus dem Jahr 2017 mit Daniel Radcliffe in der Hauptrolle.

## Bibliografie
- Back from Tuichi (1985). Deutsch: Amazonas: Vier Männer in der Falle, Schweizer Verlagshaus (1994). Zuletzt erschienen mit dem Titel Dem Dschungel entkommen – Überlebenskampf im Urwald Boliviens, Malic, National Geographic (2009).
- Laws of the Jungle: Jaguars Don't Need Self-Help Books (2008).